# Roy Lichtenstein
Roy Lichtenstein (født 27. oktober 1923, død 29. september 1997) var en amerikansk maler og grafiker, hvis tidlige og mest berømte kunst tilhørte Pop art-genren. Hans billeder viste ofte forstørrede tegneserieudklip. Kunstmuseet Louisiana havde i 2004 en stor udstilling om ham og ejer selv et af hans malerier.
Han blev født i 1923 og opvoksede i New York City i et middelklassehjem.
Han var en af de ledende figurer inden for Pop-Art. Grundtemaet i hans værker var forholdet mellem billedets form og indhold samt billedet og virkeligheden.
Mange af hans mest kendte værker er meget lig striber fra forskellige tegneserier, men han slog ofte fast, at de ikke var kopier.
Den kendte tegneserieforfatter Art Spiegelman har sagt om Lichtensteins brug af striber fra tegneserier som inspiration: "Lichtenstein gjorde hverken mere eller mindre for tegneserier end Andy Warhol gjorde for supper."